# Machmud Muradov
Machmud Muradov (* 8. února 1990 Dušanbe, Tádžická SSR) je uzbecký profesionální bojovník ve smíšených bojových uměních (MMA), původně sambista a kickboxer.
Narodil se v sovětském Tádžikistánu do rodiny tádžických Uzbeků. Střídavě žije v Praze, v uzbecké Buchaře a v nevadském Las Vegas. 27. května 2020 se jemu a Monice Bagárové narodila dcera Rumia. V roce 2022 se s Bagárovou rozešli.
Muradov nyní[kdy?] bojuje ve střední váze a je první uzbecký zástupce v elitní americké profesionální soutěži UFC, taktéž první MMA bojovník na světě, jenž se stal členem The Money Teamu, atletické stáje nejbohatšího bojového sportovce na světě, boxera Floyda „Money“ Mayweathera juniora, ten ho kontroverzně označil za „nejlepšího MMA bojovníka na světě“. V minulosti byl šampionem ve střední váze několika českých MMA organizací.
Účinkoval v gay pornografii pod jménem Akhmed Virt. Patrně se jednalo jen o jednorázové sólové video pro značku William Higgins v roce 2012.
Trénuje v pražském SK MMA Monster Praha pod vedením Petra „Monstra“ Knížete, v Las Vegas v Black Kobra Striking Systems pod vedením Deweye „Black Kobry“ Coopera v rámci stáje TMT / Mayweather Boxing Clubu a v polské Poznani v Ankos MMA Poznań pod vedením Andrzeje Kościelského.

## MMA výsledky
| Výsledek | Bilance  | Soupeř                      | Metoda                           | Událost                                       | Datum              | Kolo | Čas  | Místo                                    | Poznámka                                                             |
| -------- | -------- | --------------------------- | -------------------------------- | --------------------------------------------- | ------------------ | ---- | ---- | ---------------------------------------- | -------------------------------------------------------------------- |
| Výhra    | 29-8-(1) | Patrik Kincl                | Na body (jednomyslné rozhodnutí) | Oktagon MMA 72                                | 14. června 2025    | 5    | 5:00 | Praha, Česko                             | Stal se prozatímním šampionem organizace OKTAGON MMA ve střední váze |
| Výhra    | 28-8-(1) | Yasubey Enomoto             | TKO (koleno a údery na zemi)     | Oktagon MMA 68                                | 8. března 2025     | 2    | 0:40 | Stuttgart, Německo                       |                                                                      |
| Výhra    | 27-8-(1) | Scott Askham                | Na body (jednomyslné rozhodnutí) | Oktagon MMA 61                                | 3. února 2024      | 3    | 5:00 | Brno, Česko                              |                                                                      |
| NC       | 26-8-(1) | Aliaskhab Khizriev          | Bez výsledku                     | UFC Fight Night 235                           | 3. února 2024      | 1    | 0:11 | Las Vegas, Spojené státy americké        |                                                                      |
| Výhra    | 26-8     | Bryan Barberena             | Na body (jednomyslné rozhodnutí) | UFC Fight Night 224                           | 22. července 2023  | 3    | 5:00 | Londýn, Anglie                           |                                                                      |
| Prohra   | 25-8     | Caio Borralho               | Na body (jednomyslné rozhodnutí) | UFC 280                                       | 22. října 2022     | 3    | 5    | Abú Zabí, Spojené arabské emiráty        |                                                                      |
| Prohra   | 25–7     | Gerald Meerschaert          | Donucení (rear-naked choke)      | UFC on ESPN 30                                | 28. srpna 2021     | 2    | 1:49 | Las Vegas, Spojené státy americké        |                                                                      |
| Výhra    | 25–6     | Andrew Sanchez              | TKO (naskočené koleno a údery)   | UFC 257                                       | 23. ledna 2021     | 3    | 2:59 | Abú Zabí, Spojené arabské emiráty        | Výkon večera                                                         |
| Výhra    | 24–6     | Trevor Smith                | KO (úder)                        | UFC on ESPN 7                                 | 7. prosince 2019   | 3    | 4:09 | Washington, D.C., Spojené státy americké | Výkon večera                                                         |
| Výhra    | 23–6     | Alessio Di Chirico          | Na body (jednomyslné rozhodnutí) | UFC Fight Night 160                           | 28. září 2019      | 3    | 5:00 | Kodaň, Dánsko                            |                                                                      |
| Výhra    | 22–6     | Wendell de Oliveira Marques | TKO (údery)                      | Oktagon MMA 13                                | 27. července 2019  | 2    | 1:56 | Praha, Česko                             |                                                                      |
| Výhra    | 21–6     | Alberto Emiliano Pereira    | TKO (údery)                      | Oktagon MMA 12                                | 8. června 2019     | 1    | 3:34 | Bratislava, Slovensko                    |                                                                      |
| Výhra    | 20–6     | Tato Primera                | KO (úder)                        | NOW 15                                        | 6. dubna 2019      | 1    | 2:09 | Liberec, Česko                           | Stal se šampiónem WASO ve střední váze.                              |
| Výhra    | 19–6     | Diego Gonzalez              | Na body (jednomyslné rozhodnutí) | XFN 17                                        | 16. března 2019    | 3    | 5:00 | Brno, Česko                              |                                                                      |
| Výhra    | 18–6     | Grzegorz Siwy               | KO (úder)                        | XFN 15                                        | 27. prosince 2018  | 3    | 4:50 | Praha, Česko                             |                                                                      |
| Výhra    | 17–6     | Deyan Topalski              | TKO (údery)                      | XFN 12                                        | 6. října 2018      | 1    | 4:57 | Plzeň, Česko                             | Obhájil titul organizace XFN ve střední váze.                        |
| Výhra    | 16–6     | David Ramires               | TKO (údery)                      | XFN 11 – Back to the O2 Arena                 | 28. června 2018    | 2    | N/A  | Praha, Česko                             | Stal se unifikovaným šampiónem organizace XFN ve střední váze.       |
| Výhra    | 15–6     | Edvaldo de Oliveira         | TKO (lokty)                      | XFN 8 – Vémola vs. Sloane                     | 3. března 2018     | 2    | 4:42 | Pardubice, Česko                         |                                                                      |
| Výhra    | 14–6     | Tomáš Penz                  | TKO (údery)                      | XFN 6                                         | 7. prosince 2017   | 1    | 4:20 | Praha, Česko                             |                                                                      |
| Výhra    | 13–6     | Zoran Dod                   | Na body (jednomyslné rozhodnutí) | XFN 3                                         | 25. června 2017    | 3    | 5:00 | Praha, Česko                             | Stal se mezitímním šampiónem organizace XFN ve střední váze.         |
| Výhra    | 12–6     | Shota Gvasalia              | TKO (údery)                      | STB – Simply the Best 14                      | 29. dubna 2017     | 3    | 2:07 | Praha, Česko                             |                                                                      |
| Prohra   | 11–6     | David Ramires               | TKO (zranění klíční kosti)       | XFN 2                                         | 18. prosince 2016  | 2    | 1:19 | Praha, Česko                             | O titul organizace XFN ve střední váze.                              |
| Výhra    | 11–5     | Damian Chandzel             | Donucení (rear-naked choke)      | NOW 10                                        | 5. listopadu 2016  | 1    | 1:36 | Liberec, Česko                           |                                                                      |
| Výhra    | 10–5     | Rafael Silva                | Na body (jednomyslné rozhodnutí) | XFN 1                                         | 12. června 2016    | 3    | 5:00 | Praha, Česko                             |                                                                      |
| Výhra    | 9–5      | Tomáš Kužela                | Na body (jednomyslné rozhodnutí) | NOW 9                                         | 13. března 2016    | 3    | 5:00 | Liberec, Česko                           | Stal se šampiónem WKN ve střední váze.                               |
| Výhra    | 8–5      | Andreas Birgels             | TKO (údery)                      | Caveam – Bitva Roku 2015                      | 19. března 2015    | 3    | 3:55 | Praha, Česko                             | Stal se šampiónem organizace Caveam ve střední váze.                 |
| Prohra   | 7–5      | Maciej Rozanski             | Na body (jednomyslné rozhodnutí) | Fighting Zone – Cage Time 1                   | 10. prosince 2014  | 3    | 5:00 | Praha, Česko                             |                                                                      |
| Výhra    | 7–4      | Istvan Toth                 | Donucení (rear-naked choke)      | CMTA – Pardal Gladidators Night Cage 3        | 24. května 2014    | 1    | 2:20 | České Budějovice, Česko                  |                                                                      |
| Výhra    | 6–4      | Krzysztof Klepacz           | TKO (údery)                      | MMAA 3                                        | 7. března 2014     | 1    | 3:48 | Hradec Králové, Česko                    |                                                                      |
| Výhra    | 5–4      | Peter Capkovic              | Donucení (guillotine choke)      | Fight Explosion – Return Of Kings             | 3. prosince 2013   | 2    | 2:37 | Bratislava, Slovensko                    |                                                                      |
| Prohra   | 4–4      | Livio Victoriano            | Donucení (triangle choke)        | MMAA 2                                        | 10. listopadu 2013 | 1    | 3:40 | Praha, Česko                             |                                                                      |
| Prohra   | 4–3      | Maciej Rozanski             | Donucení (guillotine choke)      | BA 3 – The Rebirth                            | 11. května 2013    | 2    | 0:45 | Goleniów, Polsko                         |                                                                      |
| Výhra    | 4–2      | Pavol Langer                | TKO (údery)                      | TNG – Trutnovs Night Of Gladiators            | 7. března 2013     | 1    | 3:30 | Trutnov, Česko                           |                                                                      |
| Prohra   | 3–2      | Marcin Krysztofiak          | Na body (split)                  | MFC 5 – Makowski Fighting Championship 5      | 8. prosince 2012   | 2    | 5:00 | Nowa Sól, Polsko                         |                                                                      |
| Výhra    | 3–1      | Christoph Steinmann         | TKO (údery)                      | Cage XFC – International Lake Constance Cup 2 | 20. října 2012     | 1    | N/A  | Lochau, Rakousko                         |                                                                      |
| Prohra   | 2–1      | Kamil Cibinski              | Donucení (armbar)                | MMAA 1                                        | 30. září 2012      | 1    | N/A  | Praha, Česko                             |                                                                      |
| Výhra    | 2–0      | Francisco Silva             | TKO (údery)                      | CMTA – Pardal Gladidators Night Cage 1        | 19. května 2012    | 3    | 1:05 | České Budějovice, Česko                  |                                                                      |
| Výhra    | 1–0      | Patrik Jevický              | TKO (údery)                      | K1EL – Round 2                                | 29. dubna 2012     | 1    | 0:26 | Košice, Slovensko                        |                                                                      |